# Anders Björck
Anders Björck ( PRONÚNCIA)  é um político sueco do Partido Moderado (conservador).

Nasceu em 1944, na cidade de Nässjö, na Suécia. 
Foi deputado do Parlamento da Suécia - o Riksdagen, no periodo 1969-2002.
Foi Ministro da Defesa em 1991-1994, no governo de Carl Bildt.
Foi Vice-presidente do Parlamento da Suécia (Riksdagen) em 1994-2002.
Foi governador do condado de Uppsala em 2003-2009.